# La Susi
Encarnación Amador Santiago (Alicante, 12 de mayo de 1955 - Sevilla, 24 de octubre de 2020) conocida artísticamente como La Susi, y en sus primeros años como la Camaronera, fue una cantaora y bailaora de flamenco española de etnia gitana. Hija del guitarrista José María Amador y cuñada de la bailaora Manuela Carrasco, casada con su hermano el también guitarrista Joaquín Amador. Fue premiada en los más importantes concursos de flamenco.

## Biografía
Debutó a los catorce años en Los Canasteros, el tablao de Manolo Caracol en Madrid. Acompañó a Tomatito y a Camarón de la Isla, lo que le hizo ganar el apodo de la Camaronera. Paco de Lucía la animó a grabar su primer disco, La primavera, en el que participó y que fue producido por su padre, Antonio Sánchez Pecino, también productor de Camarón de la Isla. Pepe de Lucía compuso para ella Al alba, que posteriormente popularizó Camarón, y que se incorporó al disco de La Susi, De fiesta y luna (1984).
Protagonizó junto a Fosforito y Chiquetete el espectáculo Andalucía en pie de Fernando Quiñones (Teatro Lope de Vega, 1980). Con dirección de Rafael Fernández Moreno y Miguel Acal, participó en el espectáculo Ayer, hoy y mañana del flamenco (1983). Bajo la dirección de José Tamayo protagonizó Flamenco fusión y La diosa, así como Misa flamenca de Paco Peña (1991). Participó en varias ediciones de la Bienal de Flamenco de Sevilla, protagonizando en 2012 el espectáculo Camarón 20 años después junto a Remedios Amaya, Duquende, Diego Carrasco o Raimundo Amador.
En 2001 grabó junto a otros reconocidos artistas —José Mercé, Estrella Morente, Miguel Poveda, Remedios Amaya, Carmen Linares y Arcángel— el disco Territorio flamenco, que en 2004 recibió el Premio de la Música al Mejor Álbum de Flamenco. En 2003 participó en dos canciones del disco Canto de El Pele y Vicente Amigo. En 2010 interpretó la canción ¡Las caritas desnudas! (paso a dos tunecino) que formó parte del álbum Mujeres de agua de Javier Limón y que motivara el premio Women Together Awards 2011 de la ONU a su compositor.

## Discografía
- La primavera (Movieplay, 1977)
- Al sentirte yo en mis labios (Movieplay, 1979)
- Siento la luz (Movieplay, 1980)
- Te quiero porque sí (Movieplay, 1981)
- De fiesta y luna (Movieplay, 1984)
- Larachi (Fonomusic, 1985)
- Chanelo yo (Fonomusic, 1986)
- Nuevos horizontes (Fonomusic, 1989)
- Así soy yo (Fonomusic, 1992)
- Cultura Jonda XXII. Quince años de flamenco en la voz de La Susi (Fonomusic, 1995)
- 30 grandes canciones (Fonomusic, 2000)
- Agua de mayo (Muxxic, 2001)